# Distretto di Chao'an
Il distretto di Chao'an (潮安区S, Cháo'ānP) è un distretto della Cina, situato nella provincia del Guangdong e amministrato dalla prefettura di Chaozhou.